# Tulln an der Donau

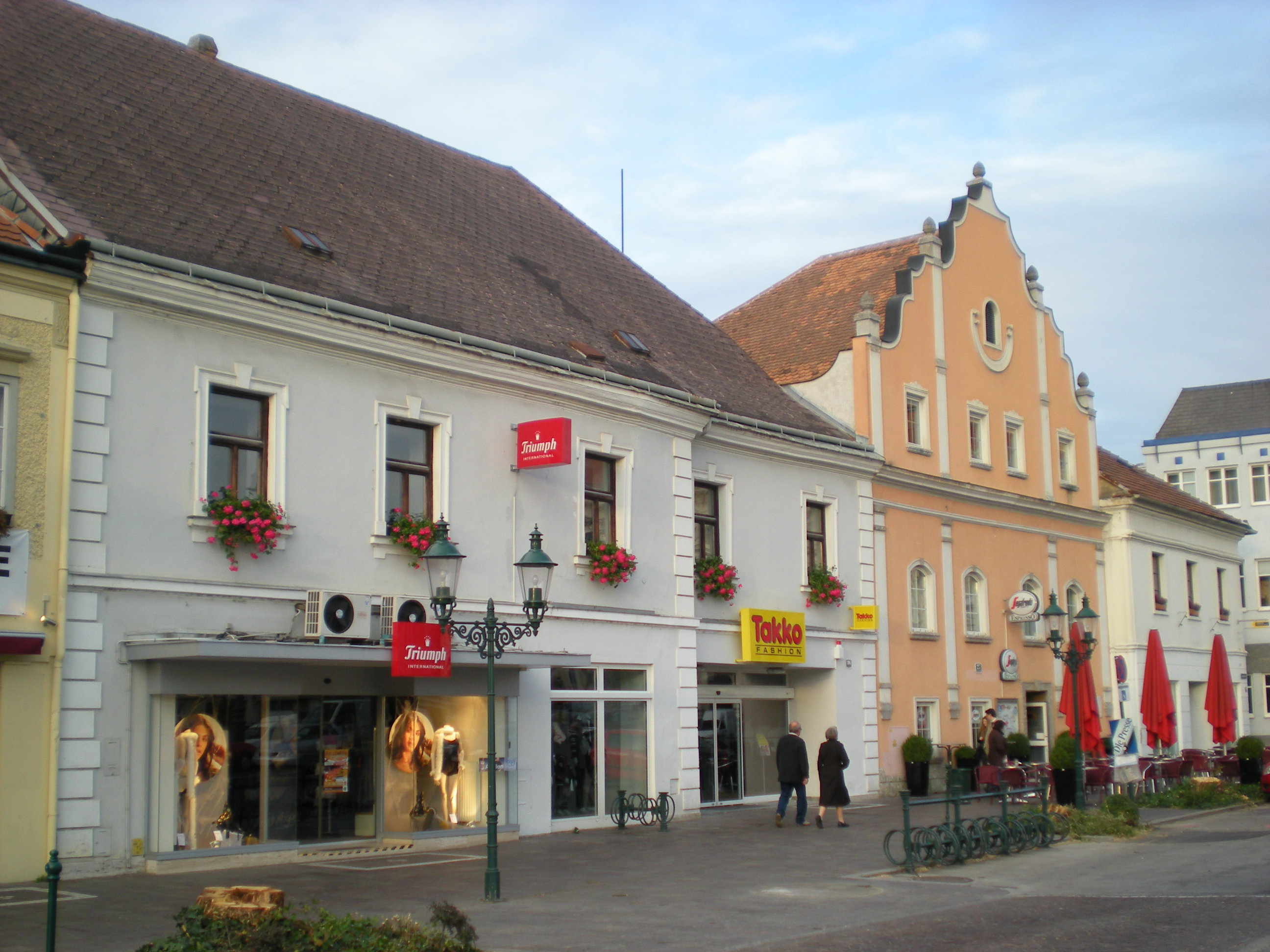
Hus vid torget.

Tulln an der Donau är en stadskommun i förbundslandet Niederösterreich i nordöstra Österrike. Det är huvudorten i distriktet Tulln. Kommunen har 16 949 invånare (2024).
Kommunen består av nio orter (Ortschaften) (inom parentes invånarantal 1 januari 2024):

- Frauenhofen (107)
- Langenlebarn-Oberaigen (1 434)
- Langenlebarn-Unteraigen (1 056)
- Mollersdorf (171)
- Neuaigen (573)
- Nitzing (397)
- Staasdorf (250)
- Trübensee (124)
- Tulln an der Donau (12 837)

Den expressionistiske bildkonstnären Egon Schiele föddes här och staden har inrättat ett Egon-Schiele-Museum. I hamnen ligger sedan 2004 Friedensreich Hundertwassers berömda skepp Regentag, vilket var denne konstnärs och visionäre arkitekts första egentliga byggprojekt, dokumenterat i filmen Hundertwasser Regentag.